# 日本アドベンチャーサイクリストクラブ
日本アドベンチャーサイクリストクラブ（にほんアドベンチャーサイクリストクラブ、Japan Adventure Cyclist Club、JACC）は、日本国際自転車交流協会を活動母体として1979年に発足したボランティア団体である。主に自転車文化の発展を目指し発足した。

## 目的
1. 自転車旅行の健全なる発達と正しい知識の普及
2. 自転車冒険旅行に関する調査研究を行い、その実践および技術の進歩をはかる
3. 国際交流を深める会員相互の親睦
4. わが国のスポーツ文化の向上に資する

## 沿革
- 1979年（昭和54年）4月1日 - 関西サイクルスポーツセンターを本拠地として発足。
- 1982年（昭和57年） - 情報誌「ペダリアン」（季刊）を創刊。
- 1988年（昭和63年） - 竹沢荘一顧問（当時）が第2代代表に就任。
- 1989年（平成元年） - 国際友好大賞「地球体験ペダリアン大賞」を制定。（原則5年に一度）
- 2007年（平成19年） - 池本元光事務局長（当時）が第3代代表に就任。

## 機関誌
地球体験情報誌「ペダリアン」を年に4回発行している。

## 定例会
- 関東地区 - 毎月第3月曜日
- 関西地区 - 奇数月第3月曜日18時30分-20時30分。

## 所属者・出身者
- 池本元光
- 河野兵市
- 埜口保男
- 舟津圭三
- シール・エミコ
- 中西大輔
- 周藤卓也